# Le Naufragé des étoiles
Le Naufragé des étoiles est le treizième roman de la série Les Conquérants de l'impossible écrite par Philippe Ébly. Ce roman est paru pour la première fois en 1980 chez Hachette dans la collection Bibliothèque verte.
Le roman évoque un voyage temporel effectué par trois jeunes aventuriers (Serge, Thibaut et Xolotl) dans la France de l’an 2000. Ils y découvrent une société où les rapports sociaux sont réglés par des robots. À la recherche des débris d'une météorite écrasée en Haute-Provence, ils découvrent un œuf contenant le fœtus d'un extraterrestre. Quelques jours après, l'extraterrestre sort de l'œuf. Lors de l'aventure, Serge aura la surprise de croiser la route de son fils adolescent...

## Résumé
D'après les calculs du professeur Auvernaux, un astéroïde, le D. 23, s'approche peu à peu de la Terre sur laquelle il doit s'écraser dans vingt ans, en Haute-Provence, à quelques kilomètres de la route Napoléon. Le professeur propose à Serge, Xolotl et Thibaut de faire un bond de vingt ans dans le temps pour rapporter des échantillons de l'astéroïde. 
Les trois jeunes gens sont donc envoyés en l’an 2000. Ils y découvrent une société très différente. Deux groupes s'opposent : les Réguliers et les Rétros. Les Réguliers, vêtus d'un genre de combinaison rouge aux reflets métalliques et portant tous un bracelet d'identité, habitent les villes où des robots veillent au respect des institutions. Les Rétros, avec leurs jeans élimés et leur refus de porter le bracelet d'identité, se regroupent dans les montagnes pour mener, loin des contrôles, la vie libre à laquelle ils aspirent.
Les trois aventuriers arrivent donc près de Grasse. Ils y croisent la route d'un adolescent, Christian, dont la ressemblance avec Serge frappe les yeux de Thibaut et Xolotl. Voulant suivre Christian, Serge se fait arrêter par des robots-policiers (ro-policiers). Il est placé en garde à vue où il rencontre la jeune Kari. Le lendemain, il est contrôlé par le ro-policier : son identité est correcte et il est libéré. Il rejoint ses deux amis, qui se sont liés avec Christian. Tous quatre se mettent en route pour aller à l’endroit où la météorite s'est écrasée. Attaqués par des frelons géants, ils s'emparent de l'habitat des frelons et y découvrent, à l'intérieur, une pierre très froide. Supposant qu'elle est issue de la météorite, ils l’emportent avec eux...

## Les différentes éditions
- 1980 : Hachette, coll. : Bibliothèque verte, cartonné, texte original. Illustrations d'Yvon Le Gall. 181 p.  (ISBN 2-01-006522-0)
- 1983 : Hachette, coll. : Bibliothèque verte, cartonné (série au dos hachuré), texte original. Illustrations de (inconnu). 181 p.  (ISBN 2-01-006522-0)
- 1988 : Hachette, Bibliothèque verte, no 109, poche souple, texte original. Illustrations de (inconnu). 191 p.  (ISBN 2-01-014318-3) Texte sur Gallica